# Luis Díaz Alperi
Luis Bernardo Díaz Alperi (Oviedo, 23 de junio de 1945) es un político español. Fue alcalde de Alicante por el Partido Popular desde 1995 hasta su dimisión en 2008, habiendo ganado todas las elecciones municipales a las que se presentó por mayoría absoluta, siendo la persona que mayor número de años ha sido alcalde de la capital por elección popular.

## Biografía
Nació en Oviedo el 23 de junio de 1945. Su tío, el falangista Agatángelo Soler Llorca, fue alcalde de Alicante entre 1954 y 1963. Temprano miembro de Unión de Centro Democrático (UCD) en Alicante, en 1979 sería elegido presidente de la Diputación Provincial de Alicante. Posteriormente se pasó a las filas del Partido Popular, siendo elegido concejal en el Ayuntamiento de Alicante. Tras las elecciones municipales de 1995 lograría hacerse con la alcaldía de Alicante. 
Durante su mandato destacan la construcción de la Ciudad de la Luz (industria cinematográfica) y el TRAM Metropolitano de Alicante, una combinación de tranvía y metro ligero. No obstante, su mandato también estuvo envuelto en denuncias de corrupción, de las que fue exculpado en 2009 según sentencia del Tribunal Superior de Justicia. Si bien no asumió responsabilidades políticas. No obstante, en 2011 volvió a ser acusado por la Fiscalía Anticorrupción por su presunta intervención en tres delitos urbanísticos conectados con el caso Brugal.
Como ya había anunciado durante la última campaña electoral, hizo pública su dimisión el 11 de septiembre de 2008 sin dar ningún motivo adicional. Le sucedió en el cargo la hasta entonces concejal de Urbanismo Sonia Castedo, también del Partido Popular.

## Polémicas

### Implicación en el Caso Gürtel
En octubre de 2009 salió a la luz pública su vinculación en el Caso Gürtel, en la que Franck Muller regaló un reloj valorado en 24 000 euros al político autonómico Ricardo Costa Climent.

### Implicación en el Caso Brugal
En 2011, Luis Díaz Alperi y su sucesora la alcaldesa electa de Alicante, Sonia Castedo, fueron acusados por la Fiscalía Anticorrupción de tres delitos urbanísticos pudieron cometer los delitos de cohecho, información privilegiada y tráfico de influencias por beneficiar al Enrique Ortiz Selfa. La investigación una de las cerca de veinte ramificaciones de la operación Brugal. Entre otros beneficios, el empresario habría pagado las vacaciones de dos semanas de Díaz Alperi a Creta en un jet privado, que se valoraron en más de 35.000 euros.
Castedo y Díaz Alperi habían sido elegidos en las elecciones municipales del 22 de mayo de 2011 como diputados en la Cortes valencianas.
El 9 de abril de 2014 presenta su dimisión como diputado en las Cortes Valencianas, alegando "motivos de salud", aunque la prensa resaltó también como causa probable, el tener abierto juicio oral por tres delitos contra la hacienda pública y otro de cohecho impropio, además de continuar implicado en el caso "Brugal" por irregularidades en el PGOU de la ciudad de Alicante en favor del empresario Enrique Ortiz. 
En julio de 2019, el Juzgado de lo Penal número 6 de Alicante absolvió a Díaz Alperi.

#### Condena
En julio de 2021, la Audiencia de Alicante dictó sentencia por la que declaraba a Luis Díaz Alperi culpable de un delito de cohecho, relativo al pago de un viaje a Creta en avión privado, por importe de 36.000 euros, dentro de la causa derivada de la operación Brugal, asociada al diseño del Plan General de Ordenación Urbana (PGOU) de la ciudad.